# Olympische Sommerspiele 1976/Teilnehmer (Elfenbeinküste)
| Gelbes Symbol für Goldmedaillen mit stilisierten Olympischen Ringen | Graues Symbol für Silbermedaillen mit stilisierten Olympischen Ringen | Braundes Symbol für Bronzemedaillen mit stilisierten Olympischen Ringen |
| ------------------------------------------------------------------- | --------------------------------------------------------------------- | ----------------------------------------------------------------------- |
| —                                                                   | —                                                                     | —                                                                       |

Die Elfenbeinküste nahm an den Olympischen Sommerspielen 1976 in Montreal mit einer Delegation von acht Athleten (sieben Männer und eine Frau) in acht Wettkämpfen der Leichtathletik teil. Ein Medaillengewinn gelang nicht.

## Teilnehmer nach Sportarten

### Leichtathletik
Männer
- Amadou Meïté
100 m: Vorläufe
4-mal-100-Meter-Staffel: im Halbfinale ausgeschieden

- Georges Kablan Degnan
200 m: Vorläufe
4-mal-100-Meter-Staffel: im Halbfinale ausgeschieden

- Avognan Nogboun
400 m: Vorläufe

- Arsène Kra Konan
4-mal-100-Meter-Staffel: im Halbfinale ausgeschieden

- Gaston Kouadio
4-mal-100-Meter-Staffel: im Halbfinale ausgeschieden

- Brou Kouakou
Weitsprung: in der Qualifikation ausgeschieden

- Jacques Aye Abehi
Speerwurf: in der Qualifikation ausgeschieden

Frauen
- Célestine N’Drin
400 m: Vorläufe
800 m: Vorläufe